# バットマン (テレビドラマ)

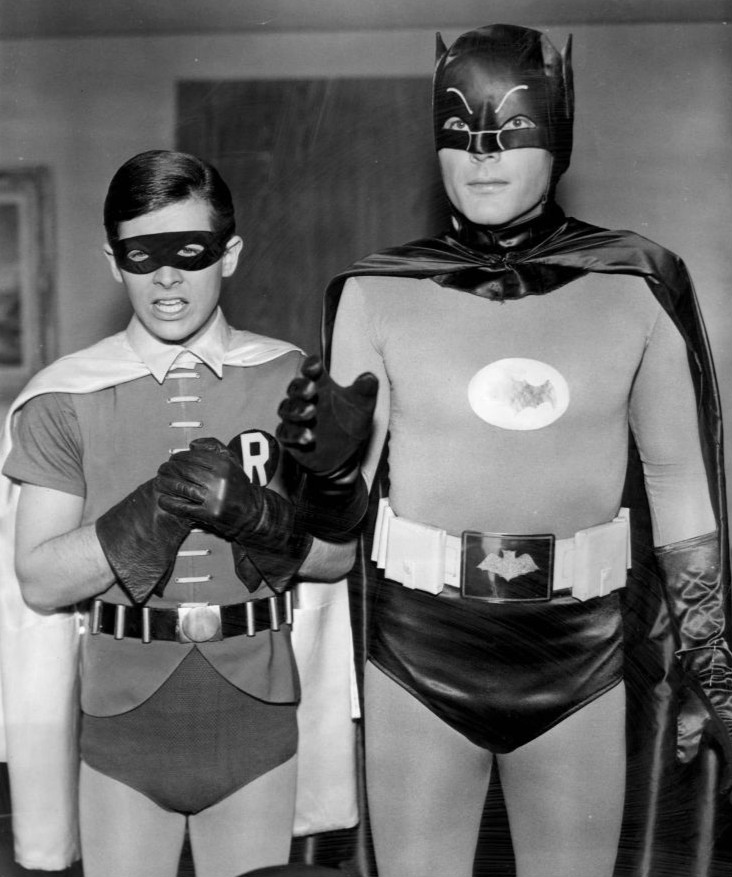
ロビン（左）とバットマン（右）

『バットマン』および『怪鳥人間バットマン』（Batman (TV series)）は、アメリカのテレビドラマである。
DCコミックスのバットマンをベースにしている。アメリカではABCネットワークが、1966年1月12日から1968年3月14日まで放送した。
日本ではフジテレビが日本語吹き替えで放送した。のちに東京12チャンネルが『怪鳥人間バットマン』のタイトルで再放送し、WOWOWが新たに吹き替えて1992年7月12日から1993年2月24日まで放送した。日本語吹き替えは、フジテレビ版は日本独自の演出があり、WOWOW版はバットマンとロビンの性格が変更されている。
テレビ放送期間中の1966年7月30日に映画『バットマン オリジナル・ムービー』が公開された。この映画は日本でTBSテレビが、1972年8月20日に『3時の指定席』、1992年7月15日に『水曜ロードショー』、それぞれで放送した。1990年2月にビデオソフトが発売された。DCコミックスキャラクターの映画で初の長編映画である。
1968年にアニメシリーズがテレビ放送され、日本では1960年代後半から東京12チャンネルなどが『まんがバットマン』のタイトルで放送した。東京12チャンネル版と3時の指定席版は本作同様、バットマンを広川太一郎、ロビンを森功至が、それぞれ日本語で吹き替えた。

## 登場人物
- 吹き替え声優は、フジテレビ版とWOWOW版の順。

ブルース・ウェイン / バットマン
演：アダム・ウェスト
声：広川太一郎（フジテレビ版）、田口トモロヲ（WOWOW版）
ゴッタムシティのウェイン屋敷（ウェイン邸）に住む大富豪の男。裏ではバットマンとして犯罪者たちと戦う。原作とは異なり、顔と体形が少し太っている。旧TBS版では広川によるアドリブが入るが、ソフト版には無い。田口トモロヲ版になるとべらんめぇ口調によるかなりでたらめな吹き替えとなる。
ロビン / ディック・グレイソン
演：バート・ウォード
声：太田博之（フジテレビ版）、加藤賢崇（WOWOW版）、森功至（劇場版テレビ放映時）
ウェイン家の援助を受けている少年。裏ではバットマンの片腕（通称：ダイナミック・デュオ）として活動。バットモービルに乗る際はいつも確認する。
バットガール
演：イヴォンヌ・クレイグ
声：中野理絵→堀川早苗（WOWOW版）
バットマンの恋人のような存在。フジテレビ版ではシーズン2までしか放送しなかったため、登場しなかった。
ゴードン警視総監
演：ニール・ハミルトン
声：千葉順二（フジテレビ版）
ゴッタム警察のトップ。犯罪が起こると総監室にあるバット電話でバットマンに連絡する。
アルフレッド
演：アラン・ネイピア
声：久松保夫（10話まで）→八奈見乗児（フジテレビ版）、手塚とおる（WOWOW版）
ウェインとディックの執事、丁寧な言葉を話す。バットマンとロビンの正体を知る唯一の人物。
オハラ署長
演：スタッフォード・レップ
声：八奈見乗児（10話まで）→雨森雅司（フジテレビ版）
ゴッタム警察の署長。吹替え版では当初はシリアスな演技であったが、雨森に変更されて以降は九州訛りで話す。
ハリエット・クーパー
演：マッジ・ブレイク
声：幸つや子（フジテレビ版）
ウェイン邸の叔母さん。ロビンのお稽古を中断されたり、バットマンとしての活動に付き合ってる事を知らず、ロビンを遊びに連れまわしてると思ってる為甘やかしすぎだと愚痴を言う。
ジョーカー
演：シーザー・ロメロ
声：滝口順平（16話まで）→大木民夫（フジテレビ版）
悪の道化師。トランプ一家を率いる。
ナゾラー（オリジナル版ではリドラー）
演：フランク・ゴーシン→ジョン・アスティン
声：熊倉一雄（1話・2話のみ）→近石真介（フジテレビ版）
犯罪時になぞなぞを出す悪党。ドブネズミ一家を率いる。
ペンギン
演：バージェス・メレディス
声：大塚周夫（フジテレビ版）、十貫寺梅軒（WOWOW版）
紳士風の悪党。トレードマークの傘に様々な仕掛けを仕込んでいる。
ミス・キャット（オリジナル版ではキャット・ウーマン）
演：ジュリー・ニューマー→アーサ・キット、リー・メリーウェザー（映画版）
声：来宮良子（フジテレビ版）、内田春菊（WOWOW版）
バットマンとロビンを罠に落とす猫姿の悪女。
”アイスマン”もしくは”冷凍人間”（オリジナル版ではミスター・フリーズ）
演：ジョージ・サンダース→オットー・プレミンジャー→イーライ・ウォラック
声：中村正（フジテレビ版）
元は科学者。マイナス30度の環境でないと生きられない。初登場時は宇宙服のような特殊なスーツを着て、見た目も普通の人間の姿であったが、途中から顔中霜で真っ白になった顔へとなる。
本虫（オリジナル版ではブック・ウォーム）
演：ロディ・マクドウォール
声：山田康雄（フジテレビ版）
いかれシャッポー（オリジナル版ではマッドハッター）
演：デヴィッド・ウェイン
声：大平透（フジテレビ版）
ゴッタムシティのヴィランの1人。シルクハットの頭には蓋になっており、その中から催眠光線を放つ。
百面相（オリジナル版ではファース・フェイス）
演：マラキ・スローン
声：不明（フジテレビ版）
リンゼート市長
演：バイロン・キース
声：小林清志（フジテレビ版）
ブリット・リード / グリーン・ホーネット
演：ヴァン・ウィリアムズ
声：羽佐間道夫
カトー
演：ブルース・リー
声：青野武
グリーン・ホーネットの相棒。
ママ・パーカー（オリジナル版ではマ・パーカー）
演：シェリー・ウィンタース
声：寺島信子（フジテレビ版）
おばさん（オリジナル版ではヒルダおばさん）
演：エステル・ウィンウッド
声：黒柳徹子（フジテレビ版）
シーズン2で全2回のエピソードに登場。
マーシャ
演：キャロリン・ジョーンズ
声：池田昌子（フジテレビ版）
ゼルダ
演：アン・バクスター
声：不明（フジテレビ版）
玉のドレスを着た邪悪な女性、ピンチのときには別の場所にテレポートする。
ヒュー子（オリジナルではマウジー）
演：スーザン・サイロ
声：不明（フジテレビ版）
ナゾラーの手下の1人、いたずらには自信がある。
キングタット（オリジナル版ではツタンカーメン王）
演：ヴィクター・ブオノ
声：滝口順平（フジテレビ版）
エジプトのナイル川にある秘密宮殿に暮らすツタンカーメンの王様、元々はエジプト学を専門とするエール大学の教授。
ガム大佐
演：ジャー・C・カーメル
声：小林修（フジテレビ版）
ナレーション
演：ウィリアム・ドージア
声：青野武→ロイ・ジェームス（フジテレビ版）、大槻ケンヂ（WOWOW版）
いつもバットマンとロビンの活躍を応援するナレーション。テレビシリーズ版では必ず、『では又来週もバットタイム・バットチャンネルで！』と言っていた（フジテレビ版のみ）。
- テレビシリーズ版でのその他の吹き替え声優（フジテレビ版）：石井敏郎、武藤礼子、肝付兼太、納谷六朗、富田耕生 他
- テレビシリーズ版 その他吹き替え声優（WOWOW版）：犬山イヌコ（おばあさん役）、三宅弘城、峯村リエ、氏神一番（カブキロックス）、スイマーズ[6] 他

## エピソードリスト
フジテレビ版の邦題は新聞ラテ欄（朝日新聞など）やワーナーの商品詳細で確認できる。WOWOW放送時の邦題も存在するが、こちらは新聞ラテ欄には載っていないため不明だが、週刊TVガイドに載っているかは分からない。
| 話数 | タイトル                         | 原題                                       | フジテレビ(話数) | 東京12チャンネル(話数) | WOWOW(話数) |
| シーズン1 | シーズン1                        | シーズン1                                  | シーズン1        | シーズン1              | シーズン1   |
| --- | -------------------------------- | ------------------------------------------ | ---------------- | ---------------------- | ----------- |
| 1 | 怪盗ナゾラー 前編                | "Hi Diddle Riddle"                         | (1)1966/4/10     | (1)1970/9/1            |             |
| 2 | 怪盗ナゾラー 後編                | "Smack in the Middle"                      | (2)1966/4/10     | (2)1970/9/8            |             |
| とても謎なことをするナゾナゾ男のナゾラーの強盗計画を止めるために、バットマンとロビンが調査に出る。                                                                                           |                                  |                                            |                  |                        |             |
| 3 | 怪人ペンギン 前編                | "Fine Feathered Finks"                     | (5)1966/4/24     | (7)1970/10/13          |             |
| 4 | 怪人ペンギン 後編                | "The Penguins a Jinx"                      | (6)1966/4/24     | (8)1970/10/20          |             |
| 刑務所から脱走したペンギンは、彼の手下と共に街の住民を騒がせた後、ダイナミック・デュオに罠を仕掛けようとする。                                                                               |                                  |                                            |                  |                        |             |
| 5 | 謎のジョーカー 前編              | "The Joker is Wild"                        | (9)1966/5/8      | (9)1970/10/27          |             |
| 6 | 謎のジョーカー 後編              | "Batman Is Riles"                          | (10)1966/5/8     | (10)1970/11/3          |             |
| ジョーカーは自慢の万能ベルトを作って、バットマンとロビンに挑戦する。 |                                  |                                            |                  |                        |             |
| 7 | 冷凍人間 前編                    | "Instant Freeze"                           | (3)1966/4/17     | (5)1970/9/29           |             |
| 8 | 冷凍人間 後編                    | "Rats Like Cheeze"                         | (4)1966/4/17     | (6)1970/10/6           |             |
| ダイヤモンドを狙いに戻ってきたアイスマン（ミスター・フリーズ）は、ダイナミック・デュオ（バットマンとロビン）を氷漬けにする。                                                                 |                                  |                                            |                  |                        |             |
| 9 | 女魔術師ゼルダ 前編              | "Zelda the Great"                          | (7)1966/5/1      | (3)1970/9/15           |             |
| 10 | 女魔術師ゼルダ 後編              | "A Death Worse Than Fate"                  | (8)1966/5/1      | (4)1970/9/22           |             |
| 4月1日、ゴッタムシティで銀行強盗が発生。バットマンとロビンは急いで駆け付けるが、ゼルダは脱出してしまう。ハリエット・クーパーおばさんがゼルダに誘拐されるが、バットマンとロビンに救われる。   |                                  |                                            |                  |                        |             |
| 11 | 死んだはずだよバットマン 前編    | "A Riddle a Day Keeps the Riddler Away"    | (17)1966/6/5     | (17)1970/12/22         |             |
| 12 | 死んだはずだよバットマン 後編    | "When the Rats Away, the Mice Will Play"   | (18)1966/6/5     | (18)1970/12/29         |             |
| ナゾラーはバットマンに復讐するために再びゴッタムシティに戻り、王様を誘拐する。 |                                  |                                            |                  |                        |             |
| 13 | 誘拐魔シャッポー 前編            | "The Thirteenth Hat"                       | (11)1966/5/15    | (11)1970/11/10         |             |
| 14 | 誘拐魔シャッポー 後編            | "Batman Stands Pat"                        | (12)1966/5/15    | (12)1970/11/17         |             |
| いかれシャッポー（マッドハッター）は、陪審員から有罪判決を言い渡されたことに憎しみを持ち、陪審員らを眠らせて誘拐する。                                                                       |                                  |                                            |                  |                        |             |
| 15 | かわいい悪人志願                 | "The Joker Goes to Schoold"                | (33)1966/9/4     | (33)1971/4/13          |             |
| 16 | 正しい道をあるけ                 | "He Meets His Match, the Grisly Ghoul"     | (34)1966/9/11    | (34)1971/4/20          |             |
| ジョーカーは、高校にびっくり自動販売機を設置し、そこに通う高校生に罠を仕掛ける。 |                                  |                                            |                  |                        |             |
| 17 | 怪人百面相 前編                  | "True or False Face"                       | (13)1966/5/22    | (15)1970/12/8          |             |
| 18 | 怪人百面相 後編                  | "Holy Rat Race"                            | (14)1966/5/22    | (16)1970/12/15         |             |
| ゴッタムシティを飛び回る怪人二十面相。銀行にある現金を全て偽札にすり替えてしまうほど、悪意的な犯罪を次々と仕掛けていく。                                                                     |                                  |                                            |                  |                        |             |
| 19 | 女賊ミス・キャット 前編          | "The Purr-fect Crime"                      | (15)1966/5/29    | (13)1970/11/24         |             |
| 20 | 女賊ミス・キャット 後編          | "Better Luck Next Time"                    | (16)1966/5/29    | (14)1970/12/1          |             |
| ゴッタム・シティ美術館からネコ像が盗まれた。それを盗んだミス・キャットのアジトを捜すバットマンとロビンだが、キャットの可憐なる甘いワナにヨレヨレと倒れてしまう。                             |                                  |                                            |                  |                        |             |
| 21 | まじめペンギン                   | "The Penguin Goes Straight"                | (27)1966/7/24    | (27)1971/3/2           |             |
| 22 | 雨ふり結婚式                     | "Not Yet, He Ain't"                        | (28)1966/7/31    | (28)1971/3/9           |             |
| ペンギンがゴッタム・シティの犯罪をやめて善人になると決めた。不快感を得たバットマンとロビンは、ペンギンの本性を探る。                                                                         |                                  |                                            |                  |                        |             |
| 23 | ナゾラークイズを当てまショー     | "The Ring of Wax"                          | (25)1966/7/10    | (25)1971/2/16          |             |
| 24 | ナゾラーのあわれな敗北           | "Give 'Em the Axe"                         | (26)1966/7/17    | (26)1971/2/23          |             |
| またまたゴッタム・シティに戻ってきたナゾラー、今度はインカの財宝を狙って犯罪を企んでいた。バットマンとロビンは、ナゾラーの悪知恵から財宝を守ろうとする。                                     |                                  |                                            |                  |                        |             |
| 25 | 煙突のぼりはつらかろう 前編      | "The Joker Trumps Ace"                     | (19)1966/6/12    | (19)1971/1/5           |             |
| 26 | 煙突のぼりはつらかろう 後編      | "Batman Sets the Pace"                     | (20)1966/6/12    | (20)1971/1/12          |             |
| ジョーカーは、マハラジャの国王を誘拐し、バットマンに身代金要求する。 |                                  |                                            |                  |                        |             |
| 27 | 束の間の夢物語 前編              | "The Curse of Tut"                         | (23)1966/6/26    | (23)1971/2/2           |             |
| 28 | 束の間の夢物語 後編              | "The Pharoah's in a Rut"                   | (24)1966/7/3     | (24)1971/2/9           |             |
| バットマンは、ゴッタムシティを自分のものにしようとするツタンカーメン王と戦う。 |                                  |                                            |                  |                        |             |
| 29 | 秀才の為に鐘は鳴る 前編          | "The Bookworm Turms"                       | (21)1966/6/19    | (21)1971/1/19          |             |
| 30 | 秀才の為に鐘は鳴る 後編          | "While Gotham City Burns"                  | (22)1966/6/19    | (22)1971/1/26          |             |
| ゴードン警視総監が死亡したと発表されたが、これは本の虫の嘘だった。バットマンとロビンは、彼の罠を乗り越え、本の虫を捕まえる。                                                                 |                                  |                                            |                  |                        |             |
| 31 | ナゾラーの映画狂時代             | "Death in Slow Motion"                     | (29)1966/8/7     | (29)1971/3/16          |             |
| 32 | ナゾラーの計算ちがい             | "The Riddler's False Notion"               | (30)1966/8/14    | (30)1971/3/23          |             |
| リドラーは、観客がびっくりするような無声映画を考えていた。バットマンとロビンがリドラーを追うと、ノコギリで命の囚われになってしまう。                                                         |                                  |                                            |                  |                        |             |
| 33 | 消えたアルフレッド               | "Fine Finny Fiends"                        | (31)1966/8/21    | (31)1971/3/30          |             |
| 34 | ペンギンガスを吸いこむな         | "Batman Makes the Scenes"                  | (32)1966/8/28    | (32)1971/4/6           |             |
| バットマンとロビンは、アルフレッドの行方を捜すためにペンギンのアジトを捜す。 |                                  |                                            |                  |                        |             |
| シーズン2 |                                  |                                            |                  |                        |             |
| 35 | ロビンバット出現                 | "Shoot a Crooked Arrow"                    | (37)1966/10/2    | (37)1971/5/18          |             |
| 36 | バットボート登場                 | "Walk the Straight and Narrow"             | (38)1966/10/9    | (38)1971/5/25          |             |
| ゴッタムシティにやってきたアーチャーは、金持ちの人間から現金を盗んで貧乏人にプレゼントする。アーチャーを逮捕するため、バットマンとロビンはバットボードを使って全速前進で追いかける。         |                                  |                                            |                  |                        |             |
| 37 | 熱い床の上のミス・キャット       | "Hot Off the Griddle"                      | (35)1966/9/18    | (35)1971/4/27          |             |
| 38 | ミス・キャット・ロケット発進せず | "The Cat and the Fiddle"                   | (36)1966/9/25    | (36)1971/5/4           |             |
| 高級店からバイオリンがミス・キャットに盗まれ、バットマンとロビンはキャットを追う。ロケットを使って脱出しようとするキャットだが、結果的に逮捕されてしまう。                                   |                                  |                                            |                  |                        |             |
| 39 | バットマンバーベキュー           | "The Minstrel's Shakedown"                 | (39)1966/10/16   | (39)1971/6/8           |             |
| 40 | 天才が地震を生む                 | "Barbecued Batman?"                        | (40)1966/10/23   | (40)1971/6/22          |             |
| 新たなる悪者 ミンストレルが登場。彼は電子工学の専門知識を活用するために、ゴッサムシティに大地震を起こす。                                                                                    |                                  |                                            |                  |                        |             |
| 41 | カブト虫には毒がある             | "The Spell of Tut"                         | (41)1966/10/30   | (41)1971/6/29          |             |
| 42 | ゴードン総監の裏切り             | "Tut's Case Is Shut"                       | (42)1966/11/6    | (42)1971/7/13          |             |
| ツタンカーメン王は、古代のコガネムシ（オリジナル版ではスカラベ）でゴッタムシティの市民たちを王の言いなりにしてしまう。                                                                       |                                  |                                            |                  |                        |             |
| 43 | ママと四人の子供達               | "The Greatest Mother of Them All"          | (43)1966/11/13   | (43)1971/7/20          |             |
| 44 | ママの日の贈りもの               | "Ma Parker"                                | (44)1966/11/20   | (44)1971/8/17          |             |
| 子供たちと一緒にやってきた邪悪なママ・パーカーは、ゴッサムシティの刑務所を乗っ取る。 |                                  |                                            |                  |                        |             |
| 45 | 時計魔王の砂時計                 | "The Clock King's Crazy Crimes"            | (45)1966/11/27   | (45)1971/8/24          |             |
| 46 | 時計台への行進                   | "The Clock King Gets Crowned"              | (46)1966/12/4    | (46)1971/8/31          |             |
| 時計魔王のクロックキングは、時計の器具を使ってバットマンとロビンを苦しめ、多くの現金を盗もうとする。                                                                                         |                                  |                                            |                  |                        |             |
| 47 | 一つ・アライ熊の毛皮九枚也       | "An Egg Grows in Gotham"                   | (47)1966/12/11   | (47)1971/9/7           |             |
| 48 | さらばゴッタムシティ             | "The Yegg Foes in Gotham"                  | (48)1966/12/18   | (48)1971/9/14          |             |
| 頭の賢いエッグヘッドは、ゴッタムシティを乗っ取るどころか、バットマンの正体を暴こうとする。                                                                                                   |                                  |                                            |                  |                        |             |
| 49 | 夢みるハリエット                 | "The Devils Fingers"                       | (53)1967/1/22    | (53)1971/11/2          |             |
| バットマンとロビンがいない間、ミュージシャンのシャンデルは、ハリーの借金返済のためにウェインの財産を盗み、ハリエットおばさんと結婚しようとする。                                             |                                  |                                            |                  |                        |             |
| 50 | 悪魔交響曲最終楽章               | "The Dead Ringers"                         | (54)1967/1/29    | (54)1971/11/9          |             |
| 51 | 市長選挙の黒い霧                 | "Hizzonner the Penguin"                    | (51)1967/1/8     | (51)1971/10/19         |             |
| 52 | 箱詰めペンギン                   | "Dissoner the Penguin"                     | (52)1967/1/15    | (52)1971/10/26         |             |
| ゴッサムシティ市長選挙でペンギンが市長になろうとする。そしてバットマンも、ゴッサムシティの市長として出馬することになり、ペンギンとバットマンの可憐なる戦いが始まる。                         |                                  |                                            |                  |                        |             |
| 53 | 全員プールで氷づけ               | "Green Ice"                                | (49)1966/12/25   | (49)1971/9/21          |             |
| 54 | 子供の夢をこわすな               | "Deep Freeze"                              | (50)1967/1/1     | (50)1971/10/12         |             |
| とっても冷たいアイスマンが結婚したい美女誘拐した後、ゴッタムシティと彼女を救おうとするバットマンとロビンを凍らせる。                                                                         |                                  |                                            |                  |                        |             |
| 55 | ガイ骨とロウ人形                 | "The Impractical Joker"                    | (55)1967/2/5     | (55)1971/11/16         |             |
| 56 | ジョーカーボックスの謎           | "The Joker's Provokers"                    | (56)1967/2/12    | (56)1971/11/23         |             |
| バットマンとロビンは、ジョーカーの秘密を探るために、ジョーカーを追跡する。 |                                  |                                            |                  |                        |             |
| 57 | バットダイヤを盗み出せ           | "Marsha, Queen of Diamonds"                | (57)1967/2/19    | (57)1971/11/30         |             |
| 58 | 蛙にされたバットマン             | "Marsh's Scheme of Diamonds"               | (58)1967/2/26    | (58)1971/12/7          |             |
| バット洞窟(どうくつ)からバットダイヤが盗まれ、バットマンとロビンはマーシャを追うが、マーシャにカエルにされてしまう。                                                                         |                                  |                                            |                  |                        |             |
| 59 | 西部のガンマン・シェーム         | "Come Back, Shame"                         | (63)1967/4/9     | (63)1972/1/23          |             |
| 60 | KO牧場の決闘                     | "It's How You Play the Game"               | (64)1967/4/16    | (64)1972/1/30          |             |
| カウボーイのシェームは、KO牧場でバットマンのバットモービルと改造車で対決する。 |                                  |                                            |                  |                        |             |
| 61 | 高級レストラン・ペンギン亭       | "The Penguin's Nest"                       | (61)1967/3/26    | (61)1972/1/9           |             |
| 62 | ペンギン最後に泣く               | "The Bird's Last Jest"                     | (62)1967/4/2     | (62)1972/1/16          |             |
| ゴッタムシティにペンギン亭が開店。ペンギンの悪知恵に、バットマンたちは困っていた。 |                                  |                                            |                  |                        |             |
| 63 | ミス・キャット忍法声取りの術     | "The Cat's Meow"                           | (59)1967/3/12    | (59)1971/12/14         |             |
| 64 | 盗んだ声を売りまショー           | "The Bat's Kow Tow"                        | (60)1967/3/19    | (60)1972/1/2           |             |
| ミス・キャットは、発声強奪装置を使ってイギリスで大人気のロックスター2人組 チャドとジェレミーの声を盗む。                                                                                     |                                  |                                            |                  |                        |             |
| 65 | 恐怖の風船旅行                   | "The Puzzles are Coming"                   | (65)1967/4/23    | (66)1972/2/13※順序誤   |             |
| 66 | 赤い矢号を盗め                   | "The Duo is Slumming"                      | (66)1967/4/30    | (65)1972/2/6※順序誤    |             |
| バットマンとロビンは、飛行機を乗っ取るパズラーの悪事計画を阻止する。 |                                  |                                            |                  |                        |             |
| 67 | ザ・サンドマン                   | "The Sandman Cometh"                       | (78)1967/7/26    | (78)1972/5/29          |             |
| 68 | 入口あれば出口あり               | "The Catwoman Goeth"                       | (79)1967/8/2     | (79)1972/6/12          |             |
| ミス・キャットはサンドマンと手を組んで多額の現金を盗み、バットマンとロビンを排除する。 |                                  |                                            |                  |                        |             |
| 69 | バットマスクの色が変った         | "The Contaminated Cowl"                    | (67)1967/5/7     | (67)1972/2/20          |             |
| 70 | バーガマの仏像                   | "The Mad Hatter Runs Afoul"                | (68)1967/5/14    | (68)1972/2/27          |             |
| いかれシャッポーは、バットマンのマスクを奪うためにゴッタムシティ刑務所から脱走する。 |                                  |                                            |                  |                        |             |
| 71 | J・P連合対バットマン             | "The Zodiac Crimes"                        | (73)1967/6/18    | (73)1972/4/16          |             |
| 72 | ジョーカークレーンで魚釣り       | "The Joker's Hard Times"                   | (74)1967/6/25    | (74)1972/4/23          |             |
| 73 | J・Pはバット洞窟を見た、然し…    | "The Penguin Declines"                     | (75)1967/7/5     | (75)1972/4/30          |             |
| ジョーカーとペンギンが手を組んで、ゴッタムシティで様々な事件を次々と起こす。 注:このエピソードは3部構成となっており、ペンギンは1話目と3話目に登場する。                                      |                                  |                                            |                  |                        |             |
| 74 | 悪の味方                         | "That Darn Catwoman"                       | (82)1967/8/23    | (82)1972/7/24          |             |
| 75 | ミス・キャットの死               | "Scat! Darn Catwoman"                      | (83)1967/8/30    | (83)1972/7/31          |             |
| キャットウーマンはロビンに洗脳薬を飲ませ、彼を犯罪の仲間に企てる。 |                                  |                                            |                  |                        |             |
| 76 | ペンギン映画プロダクション       | "Penguin Is a Girl's Best Friend"          | (92)1967/11/1    | (92)1972/10/25         |             |
| 77 | バットマンの空中サーカス         | "Penguin Sets a Trend"                     | (93)1967/11/8    | (93)1972/10/26         |             |
| 78 | 金色のペンギンタンク             | "Pengin's Disastrous End"                  | (94)1967/11/15   | (94)1972/10/27         |             |
| ペンギンは、バットマン&ロビン抹殺計画のために映画会社を設立するためにマーシャと協力し、バットマンとロビンを主演に迎える。                                                                    |                                  |                                            |                  |                        |             |
| 79 | ナゾラー景気でケーキ漬け         | "Batman's Anniversary"                     | (71)1967/6/4     | (71)1972/4/2           |             |
| 80 | 原子破壊銃を追え                 | "A Riddling Controversy"                   | (72)1967/6/11    | (72)1972/4/9           |             |
| ナゾナゾ男のナゾラーは、バットマンの記念日にバットマンとロビンをケーキ漬けにする作戦を立てる。                                                                                               |                                  |                                            |                  |                        |             |
| 81 | 破滅のブルース                   | "The Joker's Last Laugh"                   | (69)1967/5/21    | (69)1972/3/5           |             |
| 82 | 恐怖のジョーカーロボット         | "The Joker's Epitaph"                      | (70)1967/5/28    | (70)1972/3/19          |             |
| ジョーカーはロボットから偽札を作らせ、ブルース・ウェインを騙すためにジョーカー自身で銀行の経営権を副会長から奪う。                                                                           |                                  |                                            |                  |                        |             |
| 83 | 消えた銅像                       | "Catwoman Goes to College"                 | (90)1967/10/18   | (90)1972/9/18          |             |
| 84 | コーヒーポットの熱いお湯         | "Batman Displays His Knowledge"            | (91)1967/10/25   | (91)1972/9/25          |             |
| キャットウーマンは、陪審員を騙して善行をすると決意し刑務所から釈放される。彼女はゴッタムシティ大学に通い、バットマンとロビンに脅しを掛ける。                                                 |                                  |                                            |                  |                        |             |
| 85 | グリーンが町にやって来た         | "A Piece of the Action"                    | (76)1967/7/12    | (76)1972/5/15          |             |
| 86 | アルファベットは26文字か？       | "Batman's Satisfaction"                    | (77)1967/7/19    | (77)1972/5/22          |             |
| ゴッタム・シティでグリーン・ホーネットとカトーがやってきた。そんな2人と協力するためにバットマンとロビンは、切手を偽造する悪者 ガム大佐を捕まえる。                                           |                                  |                                            |                  |                        |             |
| 87 | 王様はショックがお好き           | "King Tut's Coup"                          | (80)1967/8/9     | (80)1972/6/19          |             |
| 88 | ロビン油揚げ新発売               | "Batman's Waterloo"                        | (81)1967/8/16    | (81)1972/7/3           |             |
| ウィリアム教授は再びツタン・カーメン王になり、石棺に閉じ込められたバットマンを溺死させ、ロビンを絶妙に美味い天ぷらにして売り物にしようとする。                                               |                                  |                                            |                  |                        |             |
| 89 | 黒婦人と毒グモ                   | "Black Widow Strikes Again"                | (84)1967/9/6     | (84)1972/8/7           |             |
| 90 | 黒衣の野望                       | "Caught in the Spider's Den"               | (85)1967/9/13    | (85)1972/8/14          |             |
| 次々に銀行を襲撃する黒婦人（ブラック・ウィドウ）は、毒グモでバットマンを打ち落とす! |                                  |                                            |                  |                        |             |
| 91 | ジョーカー先生大もうけ           | "Pop Goes the Joker"                       | (88)1967/10/4    | (88)1972/9/4           |             |
| 92 | アルフレッドの迷画               | "Flop Goes the Joker"                      | (89)1967/10/11   | (89)1972/9/11          |             |
| バットマンとロビンは、絵画コレクションを盗むジョーカーをやっつける。 |                                  |                                            |                  |                        |             |
| 93 | アイス・スパイ                   | "Ice Spy"                                  | (86)1967/9/20    | (86)1972/8/21          |             |
| 94 | 第五氷河期来る                   | "The Duo Defy"                             | (87)1967/9/27    | (87)1972/8/28          |             |
| アイスマンは科学者を誘拐し、国全体を氷河期にしようと計画する。 |                                  |                                            |                  |                        |             |
| シーズン3 |                                  |                                            |                  |                        |             |
| 95 | ?                                | "Enter Batgirl, Exit Penguin"              |                  |                        | 1992/7/12   |
| ゴッサムシティで事件を繰り返そうとするペンギンは、「ゴードン総監の娘と結婚すれば、俺がどんな事件を起こしても絶対に逮捕はされんぞ！」と主張し、バーバラ・ゴードンを誘拐して結婚しようとする。 |                                  |                                            |                  |                        |             |
| 96 | ?                                | "Ring Around the Riddler"                  |                  |                        | 1992/7/19   |
| ボクシング場で、リドラーとバットマンの熱き戦いが幕を開ける。 |                                  |                                            |                  |                        |             |
| 97 | ?                                | "The Wail of the Siren"                    |                  |                        | 1992/7/26   |
| セイレーンは、催眠術で歌を歌ってゴードン警視総監とブルース・ウェインを操る。 |                                  |                                            |                  |                        |             |
| 98 | ?                                | "The Sport of Penguins"                    |                  |                        | 1992/8/2    |
| 99 | ?                                | "A Horse of Another Color"                 |                  |                        | 1992/8/9    |
| ペンギンとローラ・ラザニアが手を組んで、競馬でズルして大金を手に入れようとする。 |                                  |                                            |                  |                        |             |
| 100 | ?                                | "The Unkindest Tut of All"                 |                  |                        | 1992/8/16   |
| 101 | ?                                | "Louie, the Lilac"                         |                  |                        | 1992/8/23   |
| ツタンカーメン王がテレビで犯罪を予言した後、本当のように事件が次々と発生した。バットマンは、自身の正体を暴こうとするツタンカーメン王を止めようと必死に戦う。                                 |                                  |                                            |                  |                        |             |
| 102 | ?                                | "The Ogg and I"                            |                  |                        | 1992/8/30   |
| ライラックのルイは、ゴッサムシティのはフラワーチルドレンを乗っ取る。 |                                  |                                            |                  |                        |             |
| 103 | ?                                | "How to Hatch a Dinosaur"                  |                  |                        | 1992/9/6    |
| ゴードン総監は、エッグヘッドとコサックの仲間たちに誘拐されてしまう。バットマンとロビンは、謎の機械で古代の恐竜の卵を孵らせようするエッグヘッドたちを止めようとする。                         |                                  |                                            |                  |                        |             |
| 104 | ?                                | "Surf's Up! Joker's Under!"                |                  |                        | 1992/9/13   |
| ジョーカーは、バットマンと海の上でサーフィン対決をする。 |                                  |                                            |                  |                        |             |
| 105 | ?                                | "The Londinium Larcenies"                  |                  |                        | 1992/9/20   |
| 106 | ?                                | "The Foggiest Notion"                      |                  |                        | 1992/9/27   |
| 107 | ?                                | "The Bloody Tower"                         |                  |                        | 1992/10/4   |
| テリフィック・トリオは、邪悪な2人組 フォッグ卿とピースープ嬢と戦うためにロンディニウムへ突撃する。                                                                                           |                                  |                                            |                  |                        |             |
| 108 | ?                                | "Catwoman's Dressed to Kill"               |                  |                        | 1992/11/11  |
| キャットウーマンは、ゴッサムシティのファッション市場を乗っ取ろうと企んでいる。 |                                  |                                            |                  |                        |             |
| 109 | ?                                | "The Ogg Couple"                           |                  |                        | 1992/11/18  |
| エッグヘッドとオルガが再び戻ってくるも、再び事件を引き起こす。 |                                  |                                            |                  |                        |             |
| 110 | ?                                | "The Funny Feline Felonies"                |                  |                        | 1992/11/25  |
| 111 | ?                                | "The Joke's on Catwoman"                   |                  |                        | 1992/12/2   |
| 善行を認められて刑務所から釈放されたジョーカーは、キャットウーマンと手を組んで金庫へ侵入する。                                                                                               |                                  |                                            |                  |                        |             |
| 112 | ?                                | "Louie's Lethal Lilac Time"                |                  |                        | 1992/12/9   |
| バットガールは、ブルースとディックを助けるためにライラックたちを捜す。 |                                  |                                            |                  |                        |             |
| 113 | ?                                | "Nora Clavicle and the Ladies' Crime Club" |                  |                        | 1992/12/16  |
| ノラ・クラビクルは、ゴードン総監とリンシード市長を解任させ、ゴッサムシティを乗っ取るために自ら警視総監になる。                                                                               |                                  |                                            |                  |                        |             |
| 114 | ?                                | "Penguin's Clean Sweep"                    |                  |                        | 1993/1/13   |
| ペンギンはゴッサムシティの住民たちを騙して紙幣を捨てさせる。 |                                  |                                            |                  |                        |             |
| 115 | ?                                | "The Great Escape"                         |                  |                        | 1993/1/20   |
| 116 | ?                                | "The Great Train Robbery"                  |                  |                        | 1993/1/27   |
| 刑務所から脱走したシェームは、カラミティ・ジャンと一緒に新たなる作戦を考える。 |                                  |                                            |                  |                        |             |
| 117 | ?                                | "I'll Be a Mummy's Uncle"                  |                  |                        | 1993/2/3    |
| ツタンカーメン王がウェイン邸の地下からナイレニウムを掘ろうとするもバット洞窟（ケイブ）を見つけてしまう。                                                                                     |                                  |                                            |                  |                        |             |
| 118 | ?                                | "The Joker's Flying Saucer"                |                  |                        | 1993/2/10   |
| ジョーカーはゴッサムの住民たちを騙し、宇宙人に侵略されていると思い込ませる。 |                                  |                                            |                  |                        |             |
| 119 | ?                                | "The Entrancing Dr. Cassandra"             |                  |                        | 1993/02/17  |
| カサンドラ医師が透明薬を発明し、ゴッサム刑務所にいる6人の犯罪者を脱獄させ、テリフィック・トリオに罠を仕掛ける。                                                                              |                                  |                                            |                  |                        |             |
| 120 | ?                                | "Minerva, Mayhem and Millionaires"         |                  |                        | 1993/02/24  |
| ミネルバはゴッサム温泉を開業させ、ゴッサムシティの億万長者から現金を騙し取る。 |                                  |                                            |                  |                        |             |

## 放送局
本放送（全94回セカンドシーズンまで）
- フジテレビ
- 関西テレビ
- 東海テレビ
- テレビ西日本

再放送
- 東京12チャンネル⇒テレビ東京

## 放送時間

### フジテレビ版

#### 本放送
| 放送時間          | 放送日付                      | 放送した話数 |
| ----------------- | ----------------------------- | ------------ |
| 日曜18:30 - 19:30 | 1966年4月10日 - 1966年6月19日 | 1話～22話    |
| 日曜18:30 - 19:00 | 1966年6月26日 - 1967年3月26日 | 23話～61話   |
| 日曜18:00 - 18:30 | 1967年4月2日 - 1967年6月25日  | 62話～74話   |
| 水曜18:15 - 18:45 | 1967年7月5日 - 1967年11月15日 | 75話～94話   |

#### 再放送
| 放送時間                  | 放送日付                        | 放送した話数 | 備考     |
| ------------------------- | ------------------------------- | ------------ | -------- |
| 火曜19時30分 - 20時00分   | 1970年9月1日 - 1971年6月29日    | 1話～41話    | [ 7 ]    |
| 火曜19時00分 - 19時30分   | 1971年7月13日 - 1971年12月14日  | 42話～59話   | [ 7 ]    |
| 日曜9時30分 - 10時00分    | 1972年1月2日 - 1972年3月19日    | 60話～70話   |          |
| 日曜9時00分 - 9時30分     | 1972年4月2日 - 1972年4月30日    | 71話～75話   |          |
| 月曜15時00分 - 15時30分   | 1972年5月15日 - 1972年9月25日   | 76話～91話   |          |
| 水～金17時00分 - 17時30分 | 1972年10月25日 - 1972年10月27日 | 92話～94話   | 連日     |
| 月～金17時00分 - 17時30分 | 1972年10月30日 - 1973年3月14日  | 1話～94話    | 再々放送 |

### WOWOW版
| 放送時間                 | 放送日付                  | 放送した話数    |
| ------------------------ | ------------------------- | --------------- |
| 日曜 17時30分 - 18時00分 | 1992年7月12日 - 10月4日   | 第1話 - 第13話  |
| 水曜 17時30分 - 18時00分 | 1992年11月11日 - 12月16日 | 第14話 - 第19話 |
| 水曜 17時30分 - 18時00分 | 1993年1月13日 - 2月24日   | 第20話 - 第26話 |

## 主題歌
- オープニングテーマ『バットマンのテーマ（英語版）』

作曲 - ニール・ヘフティ
歌詞は無く、コーラスが"Batman!"を繰り返す。エンディングでも同じである。
- 本放送版エンディングテーマ『バットマンのテーマ（日本語バージョン）』

演奏 - ジャッキー吉川とブルーコメッツ
歌 - ジャニーズ
このエンディングテーマは再放送では使われず、DVDにも収録されなかった。何度かレコード化もされているが、当時は本編映像を使っていたとみられる。
- 再放送版エンディングテーマ『バットマンのテーマ』

作曲 - ニール・ヘフティ

## スタッフ
- 製作 - ウィリアム・ドージア
- 脚本 - ロレンツォ・センプル・ジュニア
- 作曲 - ネルソン・リドル、ビル・メイ(シーンの音楽)
- エグゼイティブ・プロデューサー - ウィリアム・ドージア
- プロデューサー - ハウイー・ホルウィッツ
- 編集 - バイロン・ロス・チャドナウ
- 制作 - グリーンウェイ・プロダクション、20世紀フォックステレビジョン
- 配給 - 20世紀フォックステレビジョン（TV放送時）、ワーナー・ブラザース・エンターテイメント（ソフト販売）

## 日本語版スタッフ

### テレビシリーズ版
フジテレビ版
- 翻訳 - 大野隆一
- 演出 - ?
- 日本語版制作 - フジテレビ、トランスグローバル
- 配給 - トランスグローバル

WOWOW版
- プロデューサー - 秋原正俊
- ディレクター・吹替演出 - 佐藤太
- 日本語版制作 - WOWOW、？

## 制作経路

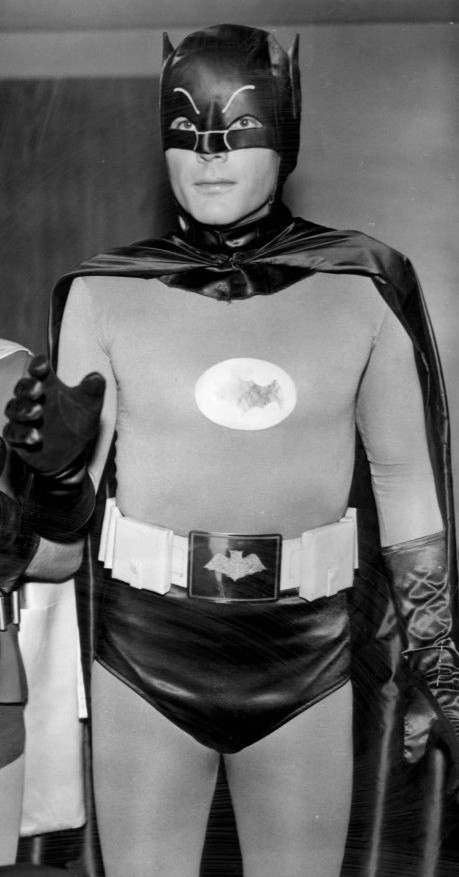
バットマン役のアダム・ウェスト

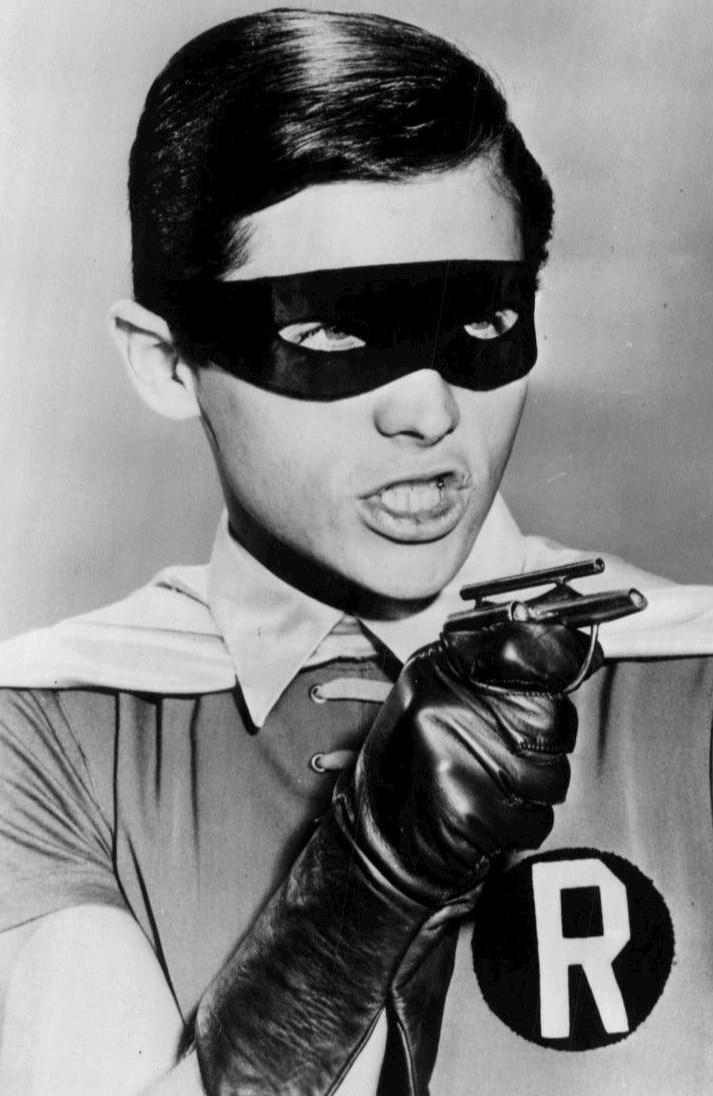
ロビン役のバート・ウォード

### テレビシリーズの誕生
1960年代初めエド・グラハム・プロダクションはコミック版『バットマン』のテレビ放映権をオプションとして追加し、 『スーパーマン』や『ローン・レンジャー』のような少年向けヒーロー番組を土曜朝にCBSで放送することを計画に立てた。
脚本家のイェール・ユードフは、子供時代からバットマンの大ファンで、コミック・ストリップのアクション・ヒーローを基に製作されたテレビ番組のプロジェクトを以前から検討していた脚本家のハーブ・ベネットとエドガー・J・シェリックに連絡し、「0011ナポレオン・ソロ」のようにヒップで愉快なゴールデンタイム向けの怪鳥人間バットマンを提案。 CBSとグレアムの間の交渉は一旦止まったが、DCコミックスは直ちに本作の著作権を再取得した形でABCとの契約を締結し、ABCは本作の製作権を20世紀フォックスに譲渡したという。
その後、20世紀フォックスはウィリアム・ドジャーに頼んで、怪鳥人間バットマンのプロジェクトをグリーンウェイ・プロダクションに引き渡した。ABCとFOXは、御洒落で娯楽的に、とてもまともな冒険ドラマを期待していた。しかし、ドジャーはこれまでコミック本を読んだことがなく、再調査のためにバットマンのコミックを何冊か読んだ後、彼は「これをポップアートのようなキャンピーコメディにすれば、このドラマは成功を収めるに違いない」と結論付けた。当初、映画版の脚本にはスパイ小説家のエリック・アンブラーが担当する予定だったが、ドジャーのコメディ・アプローチで気味悪く感じたために降板した。撮影では2種類のスクリーンテストが行われ、1つはアダム・ウェストとバート・ウォード、もう1つはライル・ワゴナーとピーター・デイエルが出演。結果的には、ウェストとワードがバットマンのロビン役に選ばれた。

### シーズン1

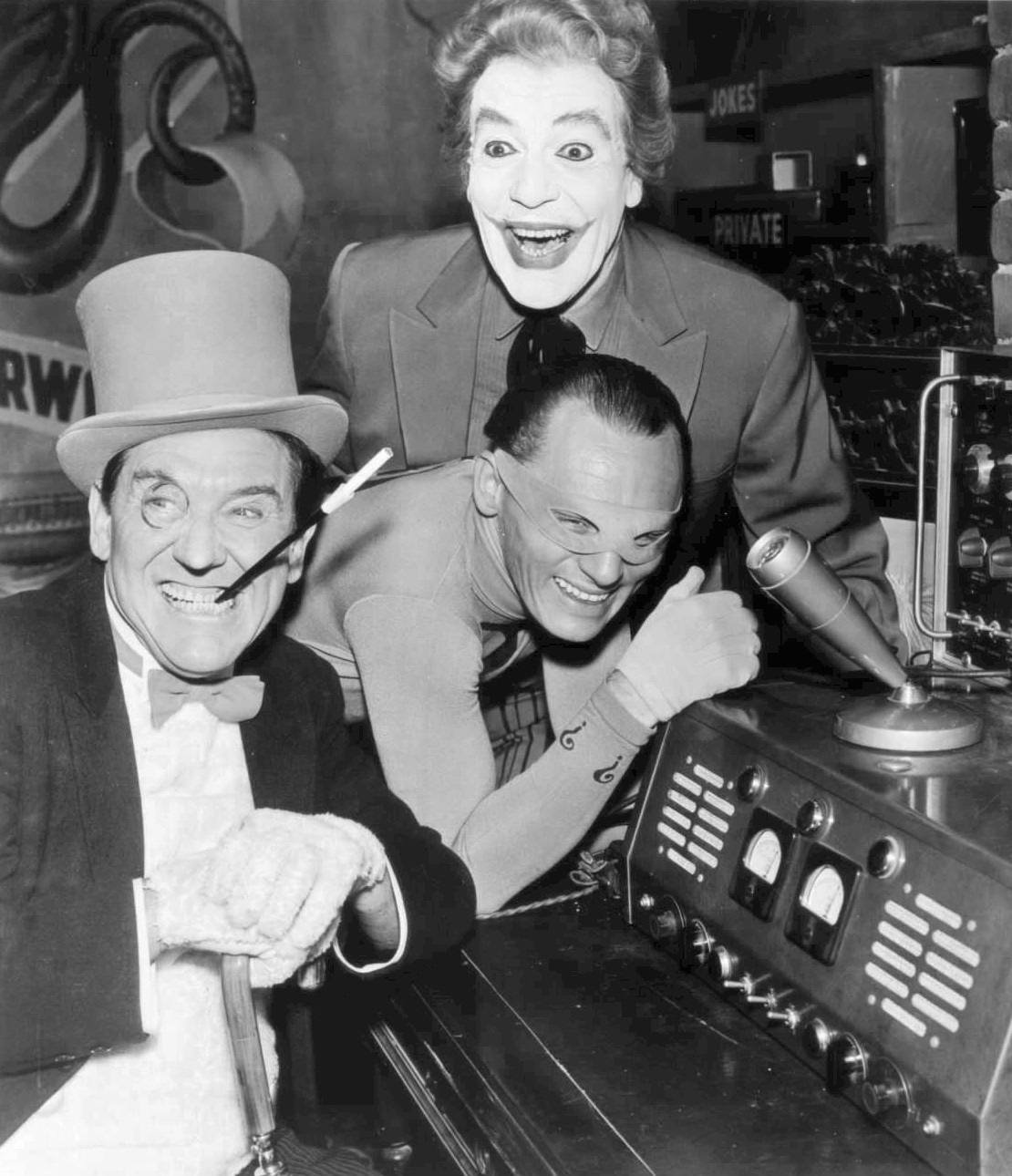
3悪トリオのペンギン（バージェス・メレディス）、ジョーカー（シーザー・ロメロ）、リドラー（フランク・ゴーシン）

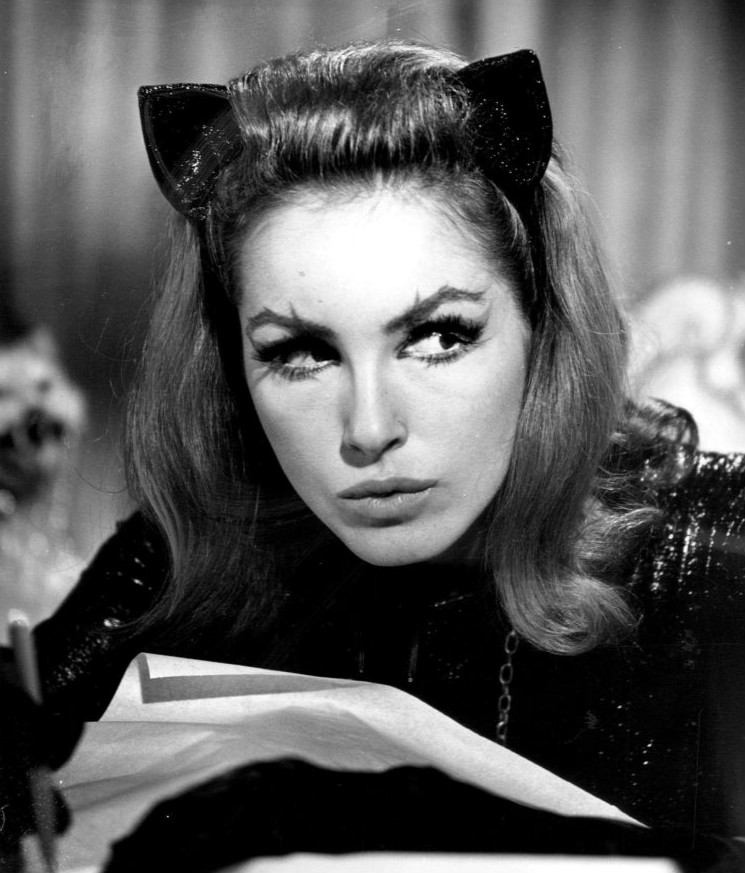
シーズン1とシーズン2にキャットウーマン役として登場したジュリー・ニューマー

ロレンツォ・センブル・ジュニアは、本作の主任脚本家として契約を締結し、パイロット版の脚本を書いた。本作に参加しているスタン・リー・ラルフ・ロス、スタンフォード・シャーマン、チャールズ・ホフマンという脚本家は、普段は奇妙なコメディものを書いているが、ロスの場合によってはドタバタ系にしたりや風刺にチェンジしたりすることもあった。当初は1時間枠として企画されていたが、ABCは初回放送日を1966年秋から同年1月に変更。ネットワークに使えそうな時間帯が夕方30分枠の2つしか無かったため、番組は前編・後編に分けて週に2回、水曜日と木曜日に30分ずつ放送された。クリフハンガーは、本作の2話を結び付けた連続活劇を完成させた。
一部のABC系は、ABCが怪鳥人間バットマンの各エピソードに4分間のCMを入れたことに満足しておらず、他の系列会社によるとシリーズの放送を取りやめたこともあり、同局は追加の広告収入が必要だと言ったこともある。
ジョーカー、ペンギン、ナゾラー（リドラー）、ミス・キャット（キャットウーマン）、アイスマン（ミスター・フリーズ）、マッドハッターといったコミック原作の悪役は全て本作に登場し、ほぼ原作通りに描かれていた。プロデューサーの話によれば、フランク・ゴーシンは子供時代からバットマンの大ファンで、リドラー役に選ばれて参加されたという。キャットウーマンは、シリーズ放送期間中に3人の美人女優が演じた。シーズン1とシーズン2ではジュリー・ニューマー、長編映画ではリー・メリーウェザー、シーズン3ではアーサー・キットが演じている。
この番組は非常に人気があり、「1960年代の中で超大人気テレビ番組」と考えられていたこともある。

### シーズン2
シーズン1の脚本担当で大活躍していたロレンツォ・センブルだが、シーズン2からは少しずつ控えるようになった。このシーズンでは、この期間で何をするかを決められなかったらしく、ドジャー、ハウィー・ホーウィッツ、残りのキャスト・スタッフも撮影準備で大忙しだったとみられる。
ゴーシンは、ウィリアム・モリス事務所の新エージェントを通じてナゾラー役を再演するために5000ドルを支払うようドジャーに頼んだ。ドジャーは、ゴーシンの強欲な要求を断り、ナゾラー役をジョン・アスティンに変更した。

### シーズン3

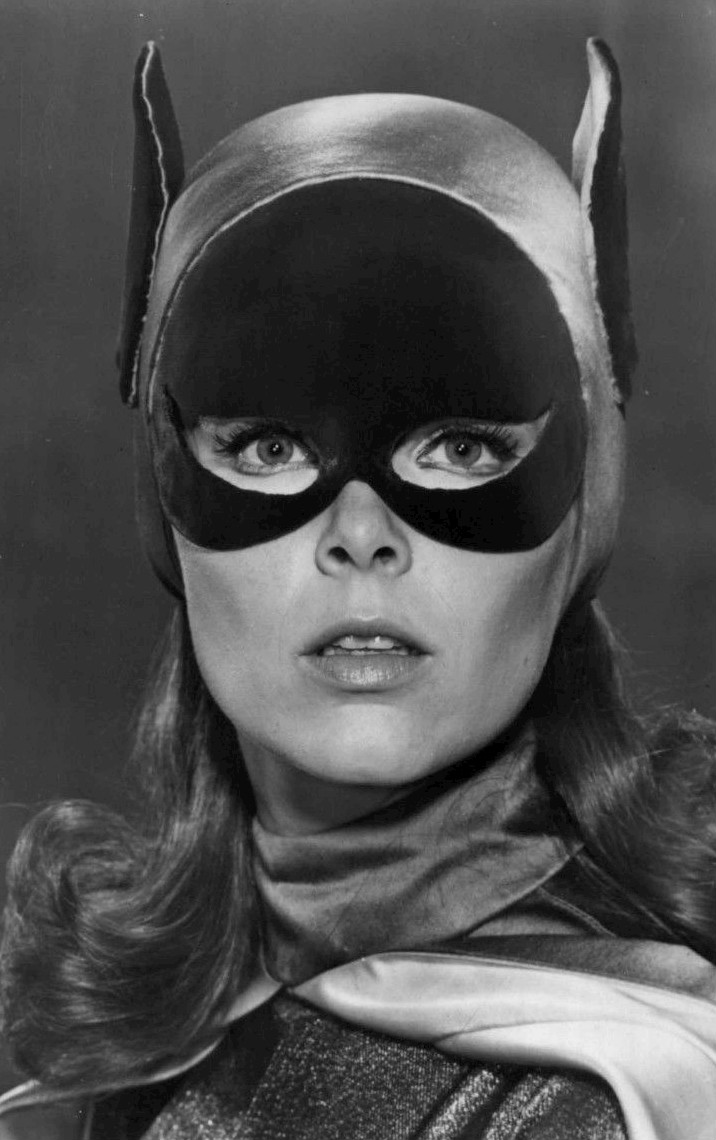
シーズン3に登場するバーバラ・ゴードン/バットガール役のイヴォンヌ・クレイグ

シーズン3に入ると、視聴率は段々下がり、本作の将来が真っ暗な雲のように見えなくなって段々悲惨な状況になっていった。新しい視聴者を増加するため、ドジャーは女性キャラクターを導入する企画に出た。シーズン3の新キャラクターは、ゴードン警視総監の娘・バーバラことバットガールで、バットマンを連載しているコミックのDC編集者にこのキャラクター（1966年、ディテクティブ・コミックスでデビュー）の活躍をさらに増やすよう頼んだという。バットガールをレギュラー・キャラクターとして紹介するようABCの幹部に説得するため、バットガール役のイヴォンヌ・クレイグとキラー・モス役のティム・ハーバートが登場する短編PVが製作された。バットガールは、テレビ初のスーパーヒロインだった。

### 番組の打ち切り
第3シーズンの終盤近くで視聴率が大幅にダウンし、ABCはこの「怪鳥人間バットマン」を終了させた。NBCがシリーズを引き継ぐことに同意したが、もうその頃には数十万ドルもするバットマンセットが破壊されてしまっていた。NBCはセットを再構築することもなく、プロジェクトを白紙とした。

### バットモービル

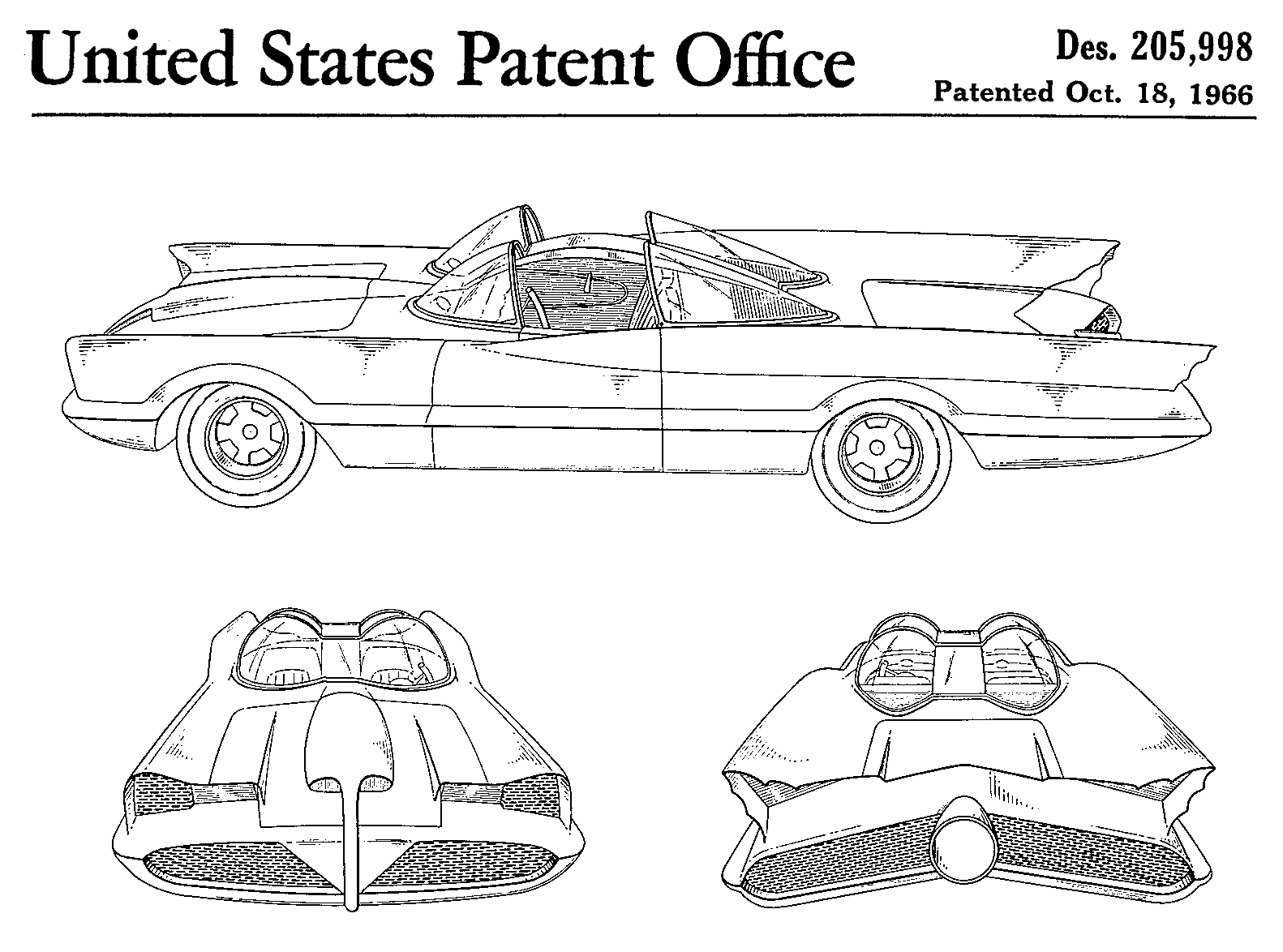
ジョージ・バリス作 オリジナルTVシリーズのバットマンカー（バットモービル）

2013年1月19日のアリゾナ州スコッツデールで開催されたオークション会社「バレット・ジャクソン」で、1960年代シリーズに登場したオリジナルのバットモービルが420万ドルで落札された。

## 映像ソフト化
- 販売元はワーナー・ブラザース ホームエンターテイメント、ドルビー・デジタル対応。

テレビシリーズ
- バットマン コレクターズBOX（Blu-ray）2014年11月12日発売
- バットマン TV 1stシーズン（Blu-ray）2018年03月21日発売
- バットマン TV 2ndシーズン（Blu-ray）2018年03月21日発売
- バットマン TV 3rdシーズン（Blu-ray）2018年03月21日発売
- バットマン TV 1st～3rdシーズン（Blu-ray）2018年03月21日発売

シーズン3は日本語字幕のみで、それ以外はフジテレビ版の吹替を収録している。予告編（ナレーションが5秒間で次回の放送に登場する敵を紹介するというもの）は恐らく本放送時の吹き替え版には無いと思われるが、本編の一部には音声素材の都合によって原語に切り替わることがある。なお、放送禁止用語（例えば「きちがい」等）はそのまま収録されている。
アメリカでは2014年11月11日からDVDとブルーレイが発売されており、音声・字幕言語にはイタリア語、英語、ドイツ語、スペイン語（字幕のみ）、フランス語が対応。なお、ブルーレイは日米共通仕様で製作されている為日本語字幕吹替音声も収録。再生機の国コードにより表示言語が切り替わる設計となっており、米国盤も日本の再生機で再生した場合日本語メニューが表示され、日本盤と全く同じ内容を視聴する事が出来る。
映画シリーズ
- バットマン オリジナル・ムービー（VHS版は1990年2月2日発売、DVD版は2003年12月19日発売、デジタル配信版は2016年6月22日発売、Blu-ray版は2016年8月3日発売）

## ストリーミング配信
TVシリーズ版
「バットマン(1966 TV)」というタイトルでAmazon Prime Video、Microsoft Store、Youtubeで全3シーズンが日本語字幕版で配信されているが、次回予告はカットされている。
映画版
Amazon Prime Video、ビデオマーケット、DMM TVなどで日本語字幕版が配信されている。